# Villa Vittoria
Die Villa Vittoria ist eine Villa aus dem 19. Jahrhundert im Viertel San Giovanni a Teduccio von Neapel in der italienischen Region Kampanien. Sie liegt am Corso San Giovanni a Teduccio, 752, und zählt zu den Villen der Miglio d’oro.

## Beschreibung
Das dreistöckige Gebäude ist in klassizistischem Stil erbaut, wie einige seiner Elemente zeigen: Der Eingangsbereich mit Tonnengewölbedecke führt zum weitläufigen Innenhof, in dessen Mitte eine typisch klassizistische Treppe steht. Sie hat zwei Züge, die in Kurven nach oben führen und so eine Halbellipse bilden.
Heute dient die Villa als Mietshaus.